# Étrépagny
Étrépagny és un municipi francès situat al departament de l'Eure i a la regió de Normandia. L'any 2007 tenia 3.560 habitants.

## Demografia

### Població
El 2007 la població de fet d'Étrépagny era de 3.560 persones. Hi havia 1.408 famílies, de les quals 392 eren unipersonals (112 homes vivint sols i 280 dones vivint soles), 436 parelles sense fills, 468 parelles amb fills i 112 famílies monoparentals amb fills.
La població ha evolucionat segons el següent gràfic:
Habitants censats

### Habitatges
El 2007 hi havia 1.549 habitatges, 1.420 eren l'habitatge principal de la família, 39 eren segones residències i 90 estaven desocupats. 1.249 eren cases i 291 eren apartaments. Dels 1.420 habitatges principals, 865 estaven ocupats pels seus propietaris, 512 estaven llogats i ocupats pels llogaters i 43 estaven cedits a títol gratuït; 25 tenien una cambra, 123 en tenien dues, 240 en tenien tres, 456 en tenien quatre i 576 en tenien cinc o més. 922 habitatges disposaven pel capbaix d'una plaça de pàrquing. A 748 habitatges hi havia un automòbil i a 461 n'hi havia dos o més.

### Piràmide de població
La piràmide de població per edats i sexe el 2009 era:
| Homes | Edats   | Dones |
| ----- | ------- | ----- |
| 0     | 95 o +  | 4     |
| 4     | 90 a 94 | 16    |
| 20    | 85 a 89 | 36    |
| 24    | 80 a 84 | 44    |
| 56    | 75 a 79 | 80    |
| 72    | 70 a 74 | 104   |
| 76    | 65 a 69 | 64    |
| 56    | 60 a 64 | 80    |
| 64    | 55 a 59 | 64    |
| 136   | 50 a 54 | 80    |
| 140   | 45 a 49 | 180   |
| 132   | 40 a 44 | 124   |
| 160   | 35 a 39 | 148   |
| 108   | 30 a 34 | 128   |
| 116   | 25 a 29 | 108   |
| 96    | 20 a 24 | 92    |
| 100   | 15 a 19 | 116   |
| 160   | 10 a 14 | 140   |
| 136   | 5 a 9   | 136   |
| 76    | 0 a 4   | 96    |

## Economia
El 2007 la població en edat de treballar era de 2.314 persones, 1.625 eren actives i 689 eren inactives. De les 1.625 persones actives 1.412 estaven ocupades (756 homes i 656 dones) i 213 estaven aturades (95 homes i 118 dones). De les 689 persones inactives 198 estaven jubilades, 208 estaven estudiant i 283 estaven classificades com a «altres inactius».

### Ingressos
El 2009 a Étrépagny hi havia 1.485 unitats fiscals que integraven 3.738,5 persones, la mediana anual d'ingressos fiscals per persona era de 16.629 €.

### Activitats econòmiques
Dels 194 establiments que hi havia el 2007, 2 eren d'empreses extractives, 4 d'empreses alimentàries, 1 d'una empresa de fabricació de material elèctric, 11 d'empreses de fabricació d'altres productes industrials, 20 d'empreses de construcció, 48 d'empreses de comerç i reparació d'automòbils, 12 d'empreses de transport, 11 d'empreses d'hostatgeria i restauració, 1 d'una empresa d'informació i comunicació, 19 d'empreses financeres, 8 d'empreses immobiliàries, 18 d'empreses de serveis, 27 d'entitats de l'administració pública i 12 d'empreses classificades com a «altres activitats de serveis».
Dels 50 establiments de servei als particulars que hi havia el 2009, 1 era una gendarmeria, 1 oficina de correu, 8 oficines bancàries, 6 tallers de reparació d'automòbils i de material agrícola, 1 taller d'inspecció tècnica de vehicles, 2 autoescoles, 4 paletes, 2 guixaires pintors, 2 fusteries, 3 lampisteries, 3 electricistes, 1 empresa de construcció, 5 perruqueries, 1 veterinari, 5 restaurants, 2 agències immobiliàries, 1 tintoreria i 2 salons de bellesa.
Dels 23 establiments comercials que hi havia el 2009, 4 eren supermercats, 3 fleques, 2 carnisseries, 1 una peixateria, 2 botigues de roba, 3 botigues de mobles, 1 una botiga de mobles, 3 drogueries i 4 floristeries.
L'any 2000 a Étrépagny hi havia 15 explotacions agrícoles que ocupaven un total de 1.683 hectàrees.

## Equipaments sanitaris i escolars
Els 2 equipaments sanitaris que hi havia el 2009 eren farmàcies.
El 2009 hi havia 1 escola maternal i 2 escoles elementals. Étrépagny disposava d'un col·legi d'educació secundària amb 604 alumnes.

## Poblacions més properes
El següent diagrama mostra les poblacions més properes.